# Utsav Bharat
Utsav Bharat é um canal de televisão por assinatura, indiano voltado ao público hindu na Europa, o canal pertence à Star India; uma subsidiária integral da The Walt Disney Company India. A emissora foi inaugurada em janeiro de 2021, que substituta do antigo Star Bharat.
A programação do canal consiste em telenovelas, filmes e seriados, todos de origem indianas, com opção de legenda em inglês.